# Салливанс-Айленд
Салливанс-Айленд (англ. Sullivan's Island, с англ. — «Остров Салливана») — город и остров в округе Чарлстон, штат Южная Каролина, США, у входа в гавань Чарлстона, с населением 1791 человек по переписи 2010 года.

## История
Изначально остров был известен как Остров О’Салливана, и назван по имени капитана Флоренса О’Салливана, который находился здесь в качестве смотрителя маяка в конце XVII века. О’Салливан был капитаном одного из первых кораблей, прибывших, чтобы создать английские и ирландские поселения в Чарлстоне.
Остров Салливан был пунктом въезда примерно 40 процентов из 400 000 порабощенных африканцев, привезенных в Британскую Северную Америку; его можно было сравнить с островом Эллис, бывшим в XIX-м веке пунктом приема иммигрантов в Нью-Йорке.
Во время Войны за независимость США остров был местом произошедшего 28 июня 1776 года крупного сражения за Форт Салливэн, с тех пор называемый Форт Молтри в честь командующего американской стороной в том бою.

## География

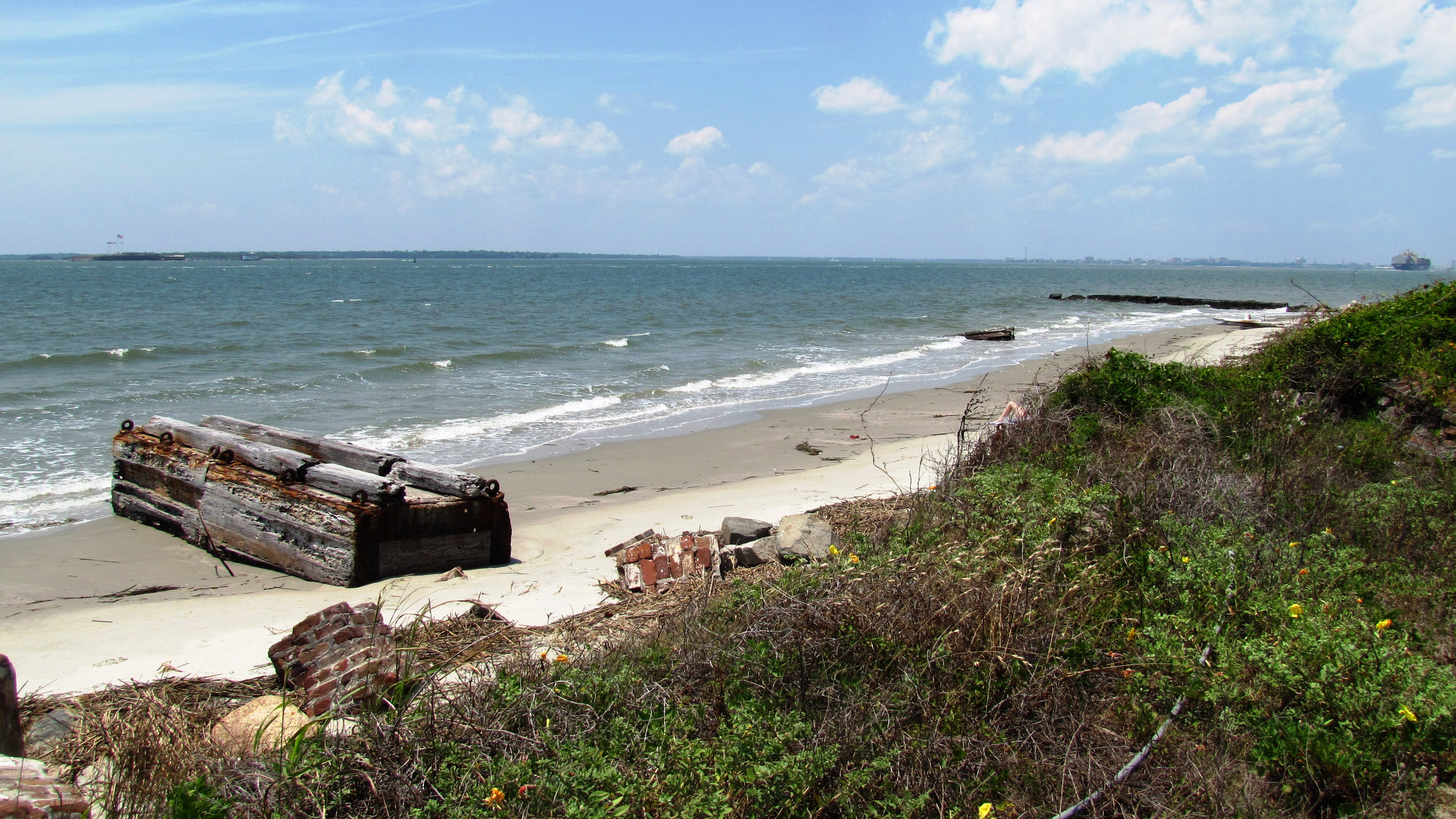
Побережье острова

Салливанс-Айленд расположен на побережье Атлантического океана, недалеко от центра округа Чарлстон. Город граничит на западе у входа в гавань Чарлстона, на севере — ограничивается Береговым каналом, а на востоке — бухтами Breach и Swinton.